# Грушевое (Приморский край)
Грушево́е — село в Дальнереченском городском округе Приморского края.

## География
Село Грушевое расположено в 14 км к югу от Дальнереченска, находится вблизи железной дороги (Транссиб) и одноимённой станции ДВЖД.
По автодороге местного значения до посёлка Кольцевое около 2 км, до посёлка Филино и автотрассы «Уссури» около 6 км. На запад от Грушевого идёт дорога к правому берегу реки Уссури.

## История
До 1972 года село носило китайское название Себучар. Пограничный конфликт на острове Даманский побудил к массовому переименованию объектов в Приморском крае.

## Население
| 2002 | 2010 |
| ---- | ---- |
| 548  | ↘410 |

## Улицы
| - ул. Дубки, - ул. Зелёная, - ул. Ильинская, - ул. Лазо, - ул. Озёрная, | - ул. Парковая, - ул. Путейная, - ул. Родниковая, - ул. Русская, - ул. Садовая, | - ул. Сенокосная, - ул. Станционная, - ул. Тенистая, - ул. Центральная. |

## Экономика
Жители занимаются сельским хозяйством, работают на железной дороге.

## Известные уроженцы
- Хисматуллин, Рашит Сагитович (род. 1944) — российский государственный деятель.